# Трон (франшиза)
«Трон» (англ. TRON) — медиафраншиза, включающая в себя фильмы, мультсериал, компьютерные игры, книги и комиксы. Вселенная Трона появилась в 1982 году с фильма «Трон» компании Walt Disney Pictures. За ним последовали различные продолжения: книги, серии комиксов, видеоигры, продолжение Трон: Наследие в 2010 году, музыкальные альбомы и мультсериал. Премьера мультсериала «Трон: Восстание» состоялась на канале Disney XD в июне 2012 года. Планируются сиквелы.

## Вселенная

### Места
Система (англ. The Grid) — виртуальный мир, где живут программы — виртуальные люди. Трон — программа, главный защитник от злых элементов, пытающихся захватить лидерство над миром и установить свою жестокую диктатуру во главе с Клу.
Море симуляции — море в Системе. В фильме «Трон: Наследие» тонущий Ринцлер (Трон), погружаясь в него изменяет свой цвет с красного на светло-голубой, изначальный цвет Трона.

### Формы жизни
Мир Трона состоит из 3 форм жизни:
- Пользователи — люди реального мира, в котором Кевин Флинн создал этот искусственный мир;
- Программы — люди вселенной трона; несмотря на то, что они являются виртуальными, на самом деле являются копиями людей со всеми чувствами, то есть они живые, хотя и имеют свои отличия в пределах Системы, например, рассыпаются при уничтожении;
- ИЗО (англ. ISO) — изоморфы (изоморфный алгоритм) — эволюционная ветвь развития программ. В фильме «Трон: Наследие» Кевин Флинн говорит, что совершенные изоморфы стали бы даром для всего человечества.

### Особенности Системы
Программы или изоморфы способны к типичной репаративной регенерации (эпиморфоз) — восстановлению повреждённой или утраченной части тела на точно такую же без изменения формы и размера. В фильме «Трон: Наследие» таким образом Кевин Флинн восстанавливает утраченную руку у изоморфа Кворры, произведя изменения в её коде диска.
Все формы жизни в Системе носят диски, которые содержат в себе всю информацию о своём носителе, память, коды. Одновременно с этим диски являются оружием защиты или нападения.
В Системе проходят игры, сражения на игровых территориях, сражения на светоциклах и др.
Все программы Системы имеют тональную расцветку, которая светится на носимых ими костюмах и используемой технике. Программы имеют холодные цвета: голубые, белые и серебристый оттенок подсветок костюмов и техники, армия же Клу вместе с техникой — тёплые цвета: красные, оранжевые, жёлтые.

### Техника
- Военная техника.
  - Корабль «Выпрямитель» — умещает в себя армию КЛУ в полном составе. Размеры «Выпрямителя» равны 3 реальным авианосцам вооружённых сил федераций и стран.
- Светоциклы — двухколёсные транспортные средства на основе мотоцикла.
- Светолёты — воздушные суда, летательные аппараты на основе самолётов.

### Персонажи
- Трон (англ. Tron), он же Ринзлер (англ. Rinzler) — программа, главный защитник вселенной Трона. Трон единственный, кто имеет два диска. В мультсериале «Трон: Восстание» Трон скрывается под обликом Ринзлера, чтобы никто не смог узнать, что он выжил после предательства Клу.
- Кевин Флинн (англ. Kevin Flynn) — пользователь, создатель Системы — вселенной Трона, попадает в свою созданную цифровую вселенную «Трон» используя технологию загрузки сознания, однако перенос и загрузка происходит не только сознания и подсознания, как в теории Загрузки сознания, но и всего тела целиком, оцифрованного лазером. Таким образом Флинн оказывается «оцифрованным» и попадает внутрь компьютера и искусственный мир с программами, носителями искусственного интеллекта[1].
- Алан Брэдли использует лишь технологию загрузки сознания, не перенося своё физическое тело в искусственный мир. Его оцифрованная копия во вселенной Трона именуется «Трон» и действует самостоятельно.
- Клу (англ. Clu) — программа (Копирующая личностная утилита), виртуальная копия Кевина Флинна, которую он сам с себя скопировал для защиты Системы.
- Сэм Флинн (англ. Sam Flynn) — пользователь, сын создателя Кевина Флинна. Попадает во вселенную Трона с помощью метода отца.
- Кворра (англ. Quorra) — ИЗО, ученица Кевина Флинна. Единственный выживший изоморф и единственная программа, перешедшая из искусственного мира в настоящий, реальный мир. В мультсериале «Трон: Восстание» события происходят, когда Кворра ещё не единственный изоморф, и показывается, как изоморфы приходят жить к обычным программам Системы.
- и другие

## Вселенная

### Кино
- «Трон» (англ. Tron) — фантастический кинофильм в стиле киберпанк 1982 года режиссёра Стивена Лисбергера.
- «Трон: Наследие» (англ. Tron: Legacy) — научно-фантастический фильм, снятый режиссёром Джозефом Косински в 2010 году. Является продолжением фильма «Трон» 1982 года.

Сэм Флинн, технически одарённый 27-летний сын Кевина Флинна, наследник его многомиллиардной империи Encom, начинает расследовать исчезновение своего отца, который пропал 20 лет назад. Поиски приводят Сэма в невероятную цифровую вселенную, создателем которой является Кевин Флинн, ставший пленником своей же Системы. В этой вселенной Сэм оказывается втянутым в гладиаторские игры и сражения с жестокими программами. Чтобы спастись и вернуться в реальный мир, отец с сыном вместе с помощницей Кевина Кворрой решаются на рискованный побег через опасную и поражающую взгляд кибервселенную, которая постоянно совершенствуется и становится всё более опасной. Но нужно не только спастись самим, но и не дать состояться вторжению опасного, безжалостного врага Клу со своей огромной армией и уникальной военной техникой в реальный мир людей.
Чтобы сыграть Клу, который остался молодым в возрасте 35-лет, актёра Джеффа Бриджеса пришлось омолодить на экране техническими средствами на 30 лет. Дополнительно на короткий момент омолодить пришлось и Брюса Бокслейтнера, когда он сыграл Трона из первой части фильма в воспоминаниях Кевина Флинна. В этом фильме он играет Трона (в воспоминаниях) и перепрограммированного Клу Трона под именем Ринзлер.
- «Трон: Следующий день» (англ. Tron: The Next Day) — короткометражный 10 минутный фильм 2011 года о действиях организации «Flynn Lives». События происходят между оригинальной картиной и сиквелом.
- «Трон: Арес» (англ. Tron: Ares) — четвёртый фильм франшизы, режиссёром выступит Йоахим Рённинг, сценарий напишут Джесси Вигутов и Джек Торн.[2]

#### В ролях
| Персонаж                     | Актёры фильмов и мультсериала | Актёры фильмов и мультсериала | Актёры фильмов и мультсериала |              |
| Персонаж                     | Трон 1982                     | Трон: Наследие 2010           | Трон: Восстание 2012-2013     |              |
| ---------------------------- | ----------------------------- | ----------------------------- | ----------------------------- | ------------ |
| Кевин Флинн / Клу            | Джефф Бриджес                 | Джефф Бриджес                 | Фред Таташор                  |              |
| Алан Брэдли / Трон / Ринцлер | Брюс Бокслейтнер              | Брюс Бокслейтнер              | Брюс Бокслейтнер              |              |
| Сэм Флинн                    |                               | Гаррет Хедлунд                |                               |              |
| Кворра                       |                               | Оливия Уайлд                  | Оливия Уайлд                  | Оливия Уайлд |
| Рэм                          | Дэн Шор                       |                               |                               |              |
| Кром                         | Питер Юрасик                  |                               |                               |              |
| Доктор Лора Бейнс / Йори     | Синди Морган                  |                               |                               |              |
| Доктор Уолтер Гиббс / Дюмон  | Барнард Хьюз                  |                               |                               |              |
| Эд Диллинджер / Сарк         | Дэвид Уорнер                  |                               |                               |              |
| Кастор / Зюс                 |                               | Майкл Шин                     |                               |              |
| Диджеи                       |                               | Daft Punk                     |                               |              |
| Эдвард Диллинджер младший    |                               | Киллиан Мерфи                 |                               |              |
| Джем (программа-сирена)      |                               | Бо Гарретт                    |                               |              |
| Джарвис (помощник Клу)       |                               | Джеймс Фрейн                  |                               |              |
| Бертран Биджоу               |                               | Джеффри Нордлинг              |                               |              |

- Программа Зюс (англ. Zuse) названа в честь немецкого пионера компьютеростроения Конрада Цузе (нем. Konrad Zuse), чьим первым компьютером был Z3 в 1941 г.
- Дуэт Daft Punk сочинил музыку для фильма «Трон: Наследие» и даже сыграл самих себя в роли диджеев со своими надетыми на голову шлемами роботов в клубе «Конец строки». Название клуба выбрано по заключительным словам «конец строки», означающим окончание связи, которые использовались программой Мастер-контроль (ПМК) при разговоре с Диллинджером из первой части фильма «Трон». Клуб «Конец строки» в фильме находится на последнем этаже центрального городского небоскрёба.
- Актёр Крис Пайн, известный среди прочего ролями в кинофильмах «Звёздный путь» и «Стартрек: Возмездие» (Звёздный путь во тьму) франшизы «Звёздный путь» в случае утверждения мог сыграть сына Кевина Флинна в роли Сэма Флинна, которого в итоге сыграл Гаррет Хедлунд.

### Мультсериалы
- «Трон: Восстание» (англ. Tron: Uprising) — научно-фантастический мультсериал, снятый режиссёром Чарли Бином в 2012—2013 гг. Является продолжением фильма «Трон» 1982 года, показываются события, которые происходили после оригинального фильма «Трон» и до сиквела «Трон: Наследие»[3].

Трон: Восстание начинается с молодого механика по имени Бек, в городе Аргон, растущем мегаполисе в далеком углу Системы, который захватил генерал Тесслер, прислужник пресловутого Клу. После того, как его лучший друг Боди безжалостно стёрт армией Клу, Бек ищет справедливости за своего погибшего друга и начинает крестовый поход против режима. Его восстание привлекает внимание Трона, величайшего воина Системы, он видит потенциал в Беке и учит его быть своим преемником. Названный Отступником Бек — искра революции, чтобы бороться за свободу Системы.

#### Персонажи
- Бек (англ. Beck) — протагонист, должен освоить и совершенствовать своё мастерство учась у Трона, чтобы стать храбрым воином и героем своей судьбы, и привести Систему к миру.
- Мара (англ. Mara) является одним из лучших друзей Бека и проводит свои дни, работая с ним в гараже. Мара специализируется на смертоносном оружии и транспортных средствах.
- Зед (англ. Zed) — один из лучших друзей Бека и коллега в гараже, специальность Зеда — работа на самых быстрых автомобилях Системы.
- Абель (англ. Able) владеет и управляет гаражом, где Бек, Зед и Мара работают. В качестве одной из первых программ Флинна он старейшина Аргона, но постоянно беспокоятся о будущем вместе с Беком, для которого как «дед».
- Трон (англ. Tron) — павший герой, который когда-то был величайшим воином и защитником Системы, Трон в настоящее время в уединении, будучи глубоко ранен в бою с Клу. Он видит в Беке достойного воина, чтобы войти в свою роль и стать его преемником.
- Кворра (англ. Quorra) — один из изоморфов, показавших Пэйдж приёмы техники боя. Кворру и изоморфов генерал Теслер представляют для остальных программ как опасных, которые якобы хотят уничтожить обычные программы и стать единственным видом в Системе.
- Теслер (англ. Tesler) — один из генералов Клу. Чрезвычайно амбициозный, и, следовательно, отчаянно пытается угождать Клу, его целью является сокрушить город Аргон, чтобы получить власть он готов оказаться в отдаленном секторе Системы.
- Пэйдж (англ. Paige) — полевой командир с непревзойденными боевыми навыками, Пейдж пережила свою долю трагедии. Отделённая от её «семьи» в Системе во время битвы, она была как бы спасена Теслером. Это привело к глубокой преданности ему, что иногда её тянет на тёмную сторону. Она является одним из врагов Бека и, в конце концов, объектом его желания.
- Клу (англ. Clu) — как только Кевин Флинн положился на него, как на надзирателя Системы, Клу установил контроль от самого Кевина Флинна, чтобы сделать себя диктатором[4].

### Компьютерные игры
- Трон — аркадная компьютерная игра, созданная в 1982 году по мотивам одноимённого фильма.
- TRON 2.0 — компьютерная игра 2003 года, действие которой происходит спустя 20 лет после событий фильма «Трон».
- Трон: Эволюция — компьютерная игра 2010 года, выпущенная в качестве приквела к фильму «Трон: Наследие».
- Трон: Классика (CLASSIC TRON) (англ.) — онлайн-игра на официальном сайте Disney.

### Музыка, альбомы, саундтреки
Tron: Legacy — музыкальный альбом с саундтреками к фильму «Трон: Наследие», написанный в 2010 году французским музыкальным электронным дуэтом Daft Punk специально для этого фильма.
Вся музыка написана Daft Punk, при участии оркестра под управлением Joseph Trapanese. Жанры композиций: электронная музыка, оркестр. Список композиций включает в себя 22 трека на 1 CD, и 5 треков на 2 СD («Special edition bonus disc»). Имеются так же бонус-треки iTunes, Amazon и Nokia Ovi.
«Tron: Legacy Reconfigured» — 5 апреля 2011 Walt Disney Records представила сборник, содержащий ремиксы треков, прозвучавших в фильме «Трон: Наследие». Этот альбом содержит 15 треков, музыка написана дуэтом Daft Punk. Жанры композиций: электро-хаус, электро-рок, глитч, прогрессив-хаус.